# Saionji Saneuji
Saionji Saneuji (西園寺実氏?   1194-7 de julio de 1269) fue un cortesano de clase alta y poeta japonés que vivió en la primera mitad de la era Kamakura. Su padre fue el Jusangō Saionji Kintsune. Tuvo como hijos varones al Udaijin Saionji Kinmoto y al Daijō Daijin Saionji Kinsuke. Es considerado como uno de los treinta y seis nuevos inmortales de la poesía.

## Biografía
En 1197 recibió el título de noble y en 1211 recibió los títulos de Jusanmi y Sangi. Hacia 1218 fue nombrado Gonchūnagon y recibió cargos administrativos en el Emonfu, en el Tōgūhō y en el Kōgōgūshoku. Durante la Guerra Jōkyū en 1221 estuvo del lado de las fuerzas imperiales y fue apresado, siendo liberado poco después. Hacia 1224 fue nombrado como Gondainagon y en 1230 fue Chūgū Daibu. En 1231 se le asignó como Naidaijin, en 1235 como Udaijin y en 1236 fue ascendido a Juichii.
En 1242, con el matrimonio de una de sus hijas, Saionji Kitsushi, como Emperatriz Chūgū del Emperador Go-Saga aseguró su poder dentro de la Familia Imperial Japonesa. El futuro Emperador Go-Fukakusa y el futuro Emperador Kameyama fueron nietos de Saneuji. En 1246 fue nombrado Daijō Daijin o Canciller del Reino y también fue nombrado como miembro del Kantō Mōshitsugi, organismo de enlace entre la Corte Imperial y el shogunato Kamakura.
En 1257, otra hija de Saneuji, Saionji Kimiko de Higashi Nijō In contrajo matrimonio como Emperatriz Chūgū del Emperador Go-Fukakusa. En 1260 Saneuji se convierte en un monje budista y toma el nombre de Kūkan (実空?); fallecería nueve años después a la edad de 76 años.

## Obra poética
Como poeta waka participó activamente en los círculos poéticos patrocinados por el Emperador Go-Toba y el Emperador Juntoku. Participó en diversos concursos de waka en 1215, 1216, 1217, 1219, 1220, 1232, 1248 y 1261. Un total de 245 poemas fueron incluidos en las diferentes antologías imperiales, entre estos en el Shinchokusen Wakashū (17 poemas), el Shokugosen Wakashū y el Shokukokin Wakashū.